# Holmbo kapell
Holmbo kapell är en kyrkobyggnad i Hannäs. Kyrkan tillhör Hannäs fria baptistförsamling (Örebromissionen) som numera är en del av Evangeliska Frikyrkan.
I kyrkan fanns en elorgel med två manualer.